# Madalena (Paredes)
Madalena ist ein Ort und eine ehemalige Gemeinde (Freguesia) im portugiesischen Kreis Paredes. Die Gemeinde hatte 1832 Einwohner (Stand 30. Juni 2011).
Am 29. September 2013 wurden die Gemeinden Madalena, Besteiros, Gondalães, Bitarães, Mouriz, Castelões de Cepeda und Vila Cova de Carros zur neuen Gemeinde Paredes zusammengeschlossen.